# Боярышник Поярковой
Боярышник Поярковой (лат. Crataegus pojarkovae) — редкий вид листопадных небольших деревьев секции Azaroli Loud. рода Боярышник (Crataegus) семейства Розовые (Rosaceae). Первоописание датируется 1964 годом, описан Валентиной Михайловной Косых по голотипу 1960 года из нижней части южного склона хребта Сюрю-Кая и назван ею в честь известной исследовательницы боярышников А. И. Поярковой. Вымирающий вид, внесён в Красную книгу Украины (1996), Красную книгу МСОП и Европейский красный список (ERL) (1991). До недавнего времени считался узколокальным эндемиком Крыма. Встречается в природных условиях на сухих холмах в предгорьях Карадага в Карадагском природном заповеднике в юго-восточной части Крыма. В 1980-х годах обнаружен в Закавказье (на Южном Кавказе): в Нахичеванской Автономной Республике, затем в Армении.
По данным POWO, сейчас этот таксон рассматривается как подвид: Crataegus orientalis subsp. pojarkovae (Kossych) Byatt

## Описание
Фанерофит. Небольшое дерево. Высота 3—6 м. Листья очередные, 3-5-лопастные, серебристые от густого опушения. Цветы белые, собраны в простой щиток. Плоды — пиренариеподобные яблоки лимонно-жёлтого цвета, округлые (шаровые, яйцевидные) или грушевидные, ребристые (19—21 мм, максимально до 26 мм длиной), с 3-5 косточками, съедобные. Цветёт в июне, плодоносит в сентябре. Размножается вегетативно и семенами.

## Распространение и экология
Отличается нетребовательностью к почвам, значительной засухоустойчивостью. Мезоксерофит.
Существует одна популяция на Карадагском массиве, которая охватывает южные и юго-восточные склоны хребта Сюрю-Кая, восточный и юго-восточный склоны горы Святой, северный и северо-восточный склоны хребтов Магнитный и Кок-Кая, Андезитовая сопка. Отдельные деревья растут за пределами массива: мыс Крабий, Баракольская долина, хребет Узун-Сырт. Растёт на сухих эродированных каменистых склонах, опушках и в шибляковых группировках на высоте 50—300 м над уровнем моря. Растения растут отдельными экземплярами или небольшими группами особей. В 2002 году популяция вида насчитывала 469 деревьев, из которых 64 уже погибли, а 244 (52%) находятся в удовлетворительном состоянии, остальные — повреждены. Ежегодно погибает от 0,5 до 10% экземпляров от численности популяции. 
Выращивается в Никитском ботаническом саду и Донецком ботаническом саду.
Согласно научному труду «Высшие растения Азербайджана» (Azərbaycanın ali bitkiləri, 2006) Айдын Муса оглы Аскерова (род. 1948) и труду 
Тариэля Гусейнали оглы Талыбова и Алияра Шахмардан оглы Ибрагимова вид представлен в флоре Нахичеванской Автономной Республики Азербайджана. Боярышник Поярковой внесён во флору Азербайджана Т. А. Касумовой на основе собранных образцов 1980 года в окрестностях села Кызыл Кышлаг Шахбузского района. Вид распространён в окрестности села Юхары Кышлаг Шахбузского района, в среднегорном и высокогорном поясах на высоте 1200—2000 м над уровнем моря одиночно в аридных редколесьях. Вид также представлен в флоре Армении.

## Происхождение и таксономия
Имеет гибридное происхождение. Является триплоидом (2n (3x)=51). В. Н. Меженским и Л. А. Меженской сделано предположение, что вид возник при интрогрессии между тетраплоидом Crataegus orientalis и диплоидом Crataegus azarolus с желтыми грушевидными плодами, также произрастающим на Кавказе. Датский ботаник Кнуд Иб Кристенсен пересмотрел таксон и понизил до подвида Crataegus orientalis subsp. pojarkovae (Kossych) Byatt. С этим не согласна Виктория Юрьевна Летухова, сотрудник Карадагского природного заповедника и Анвар Мехти оглы Ибрагимов из Института биоресурсов Нахичеванского отделения Национальной академии наук Азербайджана. В случае Crataegus orientais и Crataegus pojarkovae не наблюдается географической и экологической изоляции, они не подчиняются правилу викариата (викаритета). Эти виды произрастают в природе совместно, между собой не скрещиваются (не образуют промежуточные гибридные формы) и имеют чёткие морфологические различия. Боярышник Поярковой отличается от Crataegus orientais не менее шестью отличительными макроморфологическими признаками, в частности отсутствием колючек у средневозрастных генеративных растений, лимонно-жёлтыми (а не оранжевыми), шаровыми, округлыми или грушевидными (не ребристыми и сплюснутыми с полюсов) плодами, а также их размером.

## Хозяйственное значение
Плоды обладают ценными пищевыми, витаминными (богаты аскорбиновой кислотой и другими витаминами) и лекарственными свойствами, представляют интерес для использования в медицине. Растение весьма декоративно, может использоваться в озеленении, имеет медоносное и противоэрозионное значения.